# Nenad Bjeković (1947)
Nenad Bjeković (in serbo Ненад Бјековић?; Lazarevo, 5 novembre 1947) è un allenatore di calcio ed ex calciatore jugoslavo, di ruolo attaccante.

## Caratteristiche tecniche
Giocava come attaccante o ala.

## Carriera
Dopo aver giocato in Serbia con il Partizan e il Proleter Zrenjanin e in Francia con il Nizza diventandone il miglior marcatore di sempre.
Bjeković ha allenato il Partizan, vincendo due Campionati jugoslavi, e il Nizza.
Dal 1990 al 2007, Bjeković ha ricoperto la carica di dirigente sportivo del Partizan.

## Palmarès

### Giocatore

#### Club
- Campionato jugoslavo: 1

Partizan: 1975-1976

#### Individuale
- Capocannoniere della Prva Liga: 1

1975-1976 (24 gol)

### Allenatore
- Campionato jugoslavo: 2

Partizan: 1985-1986, 1986-1987